# استان تانگانیکا
استان تانگانیکا (به لاتین: Tanganyika Province) یک استان در جمهوری دموکراتیک کنگو است. استان تانگانیکا ۱۳۴٬۹۴۰ کیلومتر مربع مساحت و ۳٬۰۶۲٬۰۰۰ نفر جمعیت دارد.